# Catharsius calaharicus
Catharsius calaharicus là một loài bọ cánh cứng trong họ Bọ hung (Scarabaeidae).